# Safari
Safari (МФА: [səˈfɑːɹ.i]) — браузер, разработанный корпорацией Apple и входящий в состав macOS и iOS. По состоянию на февраль 2019 занимает второе место по числу пользователей в мире (доля рынка — ▲ 18,4 %). В России браузер менее популярен: он занимает третью позицию c ▼ 7,49 % пользователей.

## История
Safari основан на свободно распространяемом коде движка WebKit. Данный браузер создавался, когда подходил к концу срок договора Apple с Microsoft о разработке Internet Explorer для macOS. Вскоре после появления Safari работа над Internet Explorer for Mac была прекращена.

## Safari для macOS
- Впервые Safari был включён в состав Mac OS X 10.3 Panther.
- Начиная с Mac OS X 10.4 Tiger, Safari является единственным браузером, который поставляется в комплекте с ОС.
- В версии Mac OS X 10.6 Snow Leopard браузер Safari 4 стал 64-разрядным (как и большинство других системных приложений)[5].

## Safari для Windows
11 июня 2007 года Apple выпустила тестовую версию Safari 3.0 для Windows XP и Vista. По утверждению Майкла Чейшпергера, Safari для Windows загружает и отображает страницы быстрее, чем Internet Explorer 7 и Mozilla Firefox 2, однако отрыв на самом деле не настолько велик, как это представляется Apple, и связано это с тем, что производительный тест iBench, разработанный компанией VeriTest, даёт преимущество Safari перед другими браузерами. Затем были выпущены полноценные версии 3.1 и 3.1.1.
Версии для Windows обладают таким же набором функций, что и для macOS (включая Bonjour).
В ранних версиях внешний вид программы сильно отличался от обычного вида программ в Windows: элементы интерфейса (кнопки, полосы прокрутки, поля ввода, выпадающие меню, чекбоксы и др.) были выполнены в стиле macOS (интерфейс Aqua). Также, в версиях 3.х для Windows использовалась собственная система сглаживания шрифтов (в версиях 4.x и 5.x для Windows можно выбрать между технологиями от Apple и Microsoft). В последних версиях 4.0 интерфейс программы был переделан в более привычный для пользователей Windows, также цвет оформления поменялся на более светлый.
24 февраля 2009 года вышла публичная бета-версия Safari 4.0 для Windows и macOS. Среди новшеств: Top Sites — возможность быстрого доступа к часто посещаемым сайтам, которые отображаются в виде миниатюр, расположенных полукругом. Просматривать историю теперь можно в режиме Cover Flow.
18 ноября 2010 года стал доступен для загрузки Safari 5.0. В пятой версии браузера были изменены настройки поиска, добавлен «режим чтения», в котором отображается лишь основная статья, а вторичные элементы (реклама, вставки «см. также», меню сайта и т. д.) скрываются. Также были улучшены система кэширования DNS, поддержка дополнительных средств HTML5, добавлены инструменты для разработчиков, и встроена поддержка расширений. Пятая версия стала более стабильной по части работы веб-приложений. Устранены проблемы с flash-анимацией.
Последней доступной версией Safari для Windows была версия 5.1.7, выпущенная 9 мая 2012 года. Последующие версии несовместимы с Windows.
Safari для Windows является единственной версией Safari, выпущенной для какой-либо ОС, отличной от macOS и iOS. Версий Safari для Linux и Android (равно как и для других мобильных платформ, помимо iOS) никогда не существовало.

## WebKit2
В апреле 2010 года Apple анонсировала WebKit2. Пакет был интегрирован в Safari начиная с версии 5.1.

## Основные возможности
- Встроенные средства поиска: Google, DuckDuckGo, Yahoo!, Bing (начиная с версии 5.0), Ecosia (начиная с версии 15.0) и Яндекс[15] (только в России, Украине, Латвии и Турции, начиная с версии 6.0)
- Блокирование всплывающих окон
- Поиск текста на странице
- Автозаполнение форм (синхронизация с адресными книгами macOS и Windows)
- Встроенный RSS-агрегатор (исключен из версии 6.0)
- Масштабирование области ввода текста
- Частный просмотр — режим, при котором не ведётся история посещений, cookie не принимаются, пароли и вводимые данные не запоминаются
- Поддержка различных протоколов шифрования
- Snapback — позволяет мгновенно вернуться к исходным результатам поиска или к верхнему уровню любого веб-сайта, даже если вы ушли на несколько уровней вниз. Значок Snapback появляется в поле поиска при нажатии на ссылку на странице результатов поиска (до версии 5.x включительно). Начиная с версии 6.0 работает только комбинация клавиш Command + Option + S.
- Распознавание на веб-странице нестандартных шрифтов и их загрузка по мере необходимости
- Интеграция мультимедийных технологий QuickTime
- Web Inspector — позволяет пользователям и разработчикам просматривать DOM
- Поддержка протоколов SSL версий 2 и 3, а также TLS
- Проверка орфографии в текстовых полях
- Cover Flow (с версии 4.0)
- Top Sites — позволяет просматривать список самых посещаемых веб-сайтов в виде миниатюрных страниц (с версии 4.0)
- Режим чтения (с версии 5.0)
- Полноэкранный режим (с версии 5.1)
- Список для чтения (с версии 5.1)
- Омнибокс (с версии 6.0)

## Тесты Acid
- Последняя стабильная версия (Safari 6.0.5) проходит Acid2 и Acid3 полностью.

## Хронология версий
На текущий момент наиболее актуальной версией является Safari 17.
| Легенда: | Старая версия | Текущая версия | Разработка прекращена |

### macOSиWindows(до версии 5.x.x)
| Основная версия | Версия дополнений | Версия WebKit | Версия OS X | Поддержка Windows   | Дата выхода      | Особенности |
| --------------- | ----------------- | ------------- | ----------- | ------------------- | ---------------- | --- |
| Beta            | 0.8               | 48            | 10.2        | Отсутствует         | 7 января 2003    | Публичная бета-версия. Анонсирована Стивом Джобсом на конференции Macworld. |
| Beta            | 0.9               | 73            | 10.2        | Отсутствует         | 14 апреля 2003   | Вторая публичная бета-версия. Автозаполнение форм, вкладки, возможность очистки кэша и cookie, импорт закладок из Netscape и Mozilla, улучшена поддержка веб-стандартов и AppleScript. |
| Версия 1        | 1.0               | 85            | 10.2        | Отсутствует         | 23 июня 2003     | Первый официальный релиз. Safari теперь браузер по умолчанию в Mac OS X. Добавлена поддержка закладок синхронизации iSync, добавлены все локализации Mac OS X, расширена поддержка AppleScripts для контроля над веб-браузером, улучшена поддержка веб-стандартов. |
| Версия 1        | 1.0.3             | 85.8.5        | 10.2        | Отсутствует         | 13 августа 2004  | Улучшения отображения содержимого в Safari, обновления безопасности. |
| Версия 1        | 1.1               | 100           | 10.3        | Отсутствует         | 24 октября 2003  | Входит в состав Mac OS X 10.3 Panther. Повышение скорости работы, улучшена поддержка веб-стандартов. |
| Версия 1        | 1.2               | 125           | 10.3        | Отсутствует         | 2 февраля 2004   | Улучшена совместимость с веб-сайтами и веб-приложениями. Поддержка личных сертификатов аутентификации. Возможность полного управления посредством клавиатуры. Докачка прерванных файлов. Поддержка LiveConnect и XMLHttpRequest. |
| Версия 1        | 1.3               | 312           | 10.3        | Отсутствует         | 15 апреля 2005   | Выходит вместе с обновлением Mac OS X (10.3.9). Улучшения касаются скорости работы браузера и расширение поддержки веб-стандартов. |
| Версия 1        | 1.3.1             | 312.3         | 10.3        | Отсутствует         | 29 августа 2005  | Улучшения касаются стабильности, совместимости и поддержки сторонних веб-приложений. |
| Версия 1        | 1.3.2             | 312.5         | 10.3        | Отсутствует         | 11 января 2006   | Улучшения касаются стабильности, совместимости и поддержки сторонних веб-приложений. |
| Версия 2        | 2.0               | 412           | 10.4        | Отсутствует         | 29 апреля 2005   | Входит в состав Mac OS X «Tiger». Улучшена скорость работы и совместимость с веб-страницами. Встроенный RSS- и Atom-агрегаторы. Добавлена возможность просмотра PDF. Режим частного просмотра и родительский контроль. Сохранение веб-страниц в собственном формате WebArchive. |
| Версия 2        | 2.0.2             | 416.11        | 10.4        | Отсутствует         | 31 октября 2005  | Safari проходит Acid2 тест. |
| Версия 2        | 2.0.4             | 419.3         | 10.4        | Присутствует (бета) | 13 января 2006   | Последняя стабильная и широко распространённая версия Safari 2 перед выходом 3.0. |
| Версия 3        | 3.0               | 522.11        | 10.4        | Присутствует        | 11 июня 2007     | Публичная бета-версия. Анонсирована на Worldwide Developers Conference. Версия для Mac OS X (10.4.9) и старше. Улучшен поиск по страницам. Возможность перетягивать вкладки, сохранение нескольких вкладок как одну закладку. Масштабирование области ввода текста. Поддержка закладок Bonjour. Частичная поддержка SVG. |
| Версия 3        | 3.0.2             | 522.12        | 10.4        | Присутствует        | 22 июня 2007     | Публичная бета-версия. |
| Версия 3        | 3.0.3             | 522.12.1      | 10.4        | Присутствует        | 31 июля 2007     | Публичная бета-версия. Обновления безопасности. |
| Версия 3        | 3.0.4             | 523.10        | 10.4 — 10.5 | Присутствует        | 26 октября 2007  | Входит в состав Mac OS X «Leopard». Возможность перетаскивания вкладок, расширена поддержка веб-стандартов, возможность отображения SVG, интеграция с Dashboard, возможность создания собственных виджетов из веб-страниц. Новая возможность для отладки веб-страниц — «Web Inspector» (схожа с популярным дополнением Firebug для Mozilla Firefox). |
| Версия 3        | 3.0.4             | 523.10        | 10.4 — 10.5 | Присутствует        | 14 ноября 2007   | Официальный релиз для Mac OS X (10.4.11). |
| Версия 3        | 3.1               | 525.13        | 10.4 — 10.5 | Присутствует        | 18 марта 2008    | Представлена поддержка шрифтов CSS, HTML 5, а также новые возможности SVG. Улучшение производительности. |
| Версия 3        | 3.1.1             | 525.17        | 10.4 — 10.5 | Присутствует        | 16 апреля 2008   | Обновления касаются безопасности и стабильности приложения. |
| Версия 3        | 3.2               | 525.26        | 10.4 — 10.5 | Присутствует        | 13 ноября 2008   | Обновления касаются безопасности. Содержит встроенные средства защиты от фишинга и подмены web-сайтов. |
| Версия 3        | 3.2.1             | 525.27        | 10.4 — 10.5 | Присутствует        | 24 ноября 2008   | Обновление направлено на повышение стабильности работы браузера. |
| Версия 3        | 3.2.3             | 525.28        | 10.4 — 10.5 | Присутствует        | 13 мая 2009      | Обновления касаются безопасности и стабильности приложения. |
| Версия 4        | 4.0               | 526.11.2      | 10.4 — 10.6 | Присутствует        | 11 июня 2008     | Ознакомительная версия для разработчиков. Новый интерпретатор JavaScript — SquirrelFish. Возможность сохранения веб-страниц как веб-приложения. Поддержка Cover Flow. |
| Версия 4        | 4.0               | 528.16        | 10.4 — 10.6 | Присутствует        | 24 февраля 2009  | Публичная бета-версия. |
| Версия 4        | 4.0               | 530.17        | 10.4 — 10.6 | Присутствует        | 8 июня 2009      | Официальный релиз версии 4.0. |
| Версия 4        | 4.0.1             | 530.18        | 10.4 — 10.6 | Присутствует        | 17 июня 2009     | Улучшена поддержка браузера с iPhoto 09. |
| Версия 4        | 4.0.2             | 530.19        | 10.4 — 10.6 | Присутствует        | 8 июля 2009      | Повышена стабильность работы движка Nitro JavaScript и безопасность веб-браузера. |
| Версия 4        | 4.0.3             | 531.9         | 10.4 — 10.6 | Присутствует        | 11 августа 2009  | Повышена стабильность при работе с тегом HTML 5 video и функцией Top Sites. Улучшена совместимость со сторонними плагинами. Устранены проблемы с подключением к iWork.com. Также исправлена ошибка, приводящая к отображению страницы в сером цвете. |
| Версия 4        | 4.0.4             | 531.21.10     | 10.4 — 10.6 | Присутствует        | 11 ноября 2009   | Улучшена поддержка JavaScript и появилась полная история поиска. Повышена устойчивость сторонних плагинов. Добавлены последние обновления безопасности. |
| Версия 4        | 4.0.5             | 531.22.7      | 10.4 — 10.6 | Присутствует        | 11 марта 2010    | Улучшена производительность Top Sites. Улучшена стабильность сторонних плагинов и веб-сайтов с онлайн-формами и масштабируемой векторной графикой. Исправлены проблемы с Linksys и iWork.com. |
| Версия 5        | 5.0               | 533.16.0      | 10.5 — 10.7 | Присутствует        | 8 июня 2010      | Воспроизведение HTML 5 video в полноэкранном режиме. Поддержка скрытых субтитров для HTML 5 video. Определение географического местоположения компьютера. История AJAX в HTML5. Добавлена поддержка протокола WebSocket и новых семантических элементов HTML 5. Появилась возможность подключения плагинов. Также расширен список встроенных средств поиска: Bing, Yahoo!. Новый режим «Только текст» для чтения статей без назойливых баннеров.                                                    |
| Версия 5        | 5.0.1             | 533.17.8      | 10.5 — 10.7 | Присутствует        | 28 июля 2010     | В этом выпуске преимущественно исправлены различные недоработки затрагивающие корректность отображения web-страниц, а также закрыто несколько ошибок в системе безопасности. |
| Версия 5        | 5.0.2             | 533.18.5      | 10.5 — 10.7 | Присутствует        | 6 сентября 2010  | В этом релизе исправлены проблемы с отправкой веб-форм, улучшено отображение содержимого страниц сайтов при использовании Adobe Flash, а также внесены другие улучшения. |
| Версия 5        | 5.0.3             | 533.19.4      | 10.5 — 10.7 | Присутствует        | 18 ноября 2010   | В этом релизе были сделаны улучшения по части стабильность работы приложения, совместимости с рядом компонентов, внесены изменения в поиск, устранены проблемы с отображением анимации в формате Flash, а также сделано множество других изменений. |
| Версия 5        | 5.0.4             | 533.20.27     | 10.5 — 10.7 | Присутствует        | 18 марта 2011    | . |
| Версия 5        | 5.0.5             | 533.21.1      | 10.5 — 10.7 | Присутствует        | 14 апреля 2011   | В этой версии повышена стабильность работы браузера и исправлены ошибки в безопасности. |
| Версия 5        | 5.1               | 534.50.0      | 10.5 — 10.7 | Присутствует        | 20 июля 2011     | Новый движок браузера — WebKit2. Были добавлены поддержка веб-шрифтов WOFF, MathML, аппаратное ускорения для Canvas, CSS3 Auto-hyphenation, CSS3 Text Emphasis, а также свойства CSS3 трансформации и анимации. |
| Версия 5        | 5.1.1             | 534.51.22     | 10.5 — 10.7 | Присутствует        | 12 октября 2011  | Появилась новая функция «Список для чтения», которая позволяет сохранять ссылки, которые можно просмотреть позже. |
| Версия 5        | 5.1.2             | 534.52.7      | 10.5 — 10.7 | Присутствует        | 29 ноября 2011   | Повышение стабильности. Устранение ошибок, приводивших к зависанию и повышенному использованию памяти. Устранение ошибок, приводивших к миганию некоторых веб-страниц белым цветом. поддержка просмотра файлов PDF в содержимом веб-страницы. |
| Версия 5        | 5.1.4             | 534.54.16     | 10.5 — 10.7 | Присутствует        | 12 марта 2012    | Повышение производительности Javascript. Улучшения отклика при письме в строку поиска после смены настроек сети или с нестабильным интернет соединением. Исправление мигания страниц при переключении между Safari окнами. Сохранение ссылок в PDF. Исправление ошибки, которая могла вызывать мерцание при просмотре HTML5 видео. Повышение стабильности, совместимости и времени запуска в случае использования расширений. Cookies, выставленные в обычном режиме — теперь доступны в приватном. |
| Версия 5        | 5.1.5             | 534.55.3      | 10.5 — 10.7 | Присутствует        | 26 марта 2012    | Значительное повышение стабильности работы браузера. |
| Версия 5        | 5.1.7             | 534.57.2      | 10.5 — 10.7 | Присутствует        | 9 мая 2012       | Улучшен отклик браузера в случае нехватки памяти в системе. Исправлена ошибка, которая могла повлиять на сайты, использующие стандартную аутентификацию forms. Отключается Adobe Flash Player без последних обновлений безопасности (например, 10.1.102.64 и меньше), а также предоставляется возможность загрузки последней версии Flash-модуля с сайта Adobe. |
| Версия 5        | 5.1.9             | 534.59.8      | 10.5 — 10.7 | Присутствует        | 16 апреля 2013   | Улучшен брандмауэр браузера. |
| Версия 5        | 5.1.10            | 534.59.10     | 10.5 — 10.7 | Присутствует        | 12 сентября 2013 | Улучшена стабильность работы брандмауэра браузера. |

### Мобильная версия
| Основная версия | Версия дополнений | Версия WebKit | Версия iOS | Дата выхода     | Особенности                                                                                                 |
| --------------- | ----------------- | ------------- | ---------- | --------------- | --- |
| Версия 3        | 3.0               | 419.3         | 1.1.3      | 18 июля 2008    | Возможность сохранения ссылок на веб-сайты на домашнем экране.                                              |
| Версия 3        | 3.1.1             | 525.20        | 2.0.2      | 4 августа 2008  | Возможность сохранения изображений в память телефона.                                                       |
| Версия 3        | 3.2               | 525.26        | 2.1        | 21 ноября 2008  | Улучшения касаются стабильности работы браузера. Переделана адресная строка и строка поиска.                |
| Версия 4        | 4.0               | 528.16        | 3.0        | 17 июня 2009    | Возможность копировать, вставлять и вырезать содержимое. Автозаполнение полей форм, включая пароли.         |
| Версия 5        | 5.0               | 528.16        | 5.0        | 12 октября 2011 | Появилась возможность вставлять и выделять различные объекты разных размеров.                               |
| Версия 6        | 6.0               | 536.25        | 6.0        | 25 июля 2012    | Обновлен дизайн и улучшена производительность.                                                              |
| Версия 7        | 7.0               | 537.75        | 7.0        | 22 мая 2014     | Закрыта возможность выполнять неподписанный и закрытый код. Возможность отключить Push уведомления вручную. |

## Критика

### Распространение через обновление программного обеспечения Apple
Более ранние версии Apple Software Update — программа, которая устанавливается в Windows вместе с Safari, iTunes, QuickTime и iCloud и служит для обновления программ Apple, — по умолчанию выбирала Safari для установки, даже если ранее Safari не использовался на компьютере. Джон Лилли (John Lilly), бывший генеральный директор Mozilla, заявил, что использование Apple своего программного обеспечения для обновления и продвижения своих других продуктов было «плохой практикой и должно прекратиться». Он утверждал, что практика «граничит с методами распространения вредоносных программ» и «подрывает доверие, которое мы все пытаемся создать с пользователями».

### Обновления безопасности для платформ Snow Leopard и Windows
Компания по безопасности программного обеспечения Sophos рассказала о том, что, несмотря на то, что в Safari 5.x для Windows и Snow Leopard были обнаружены более 100 незакрытых уязвимостей, версия Safari 6 не поддерживала эти платформы.